# 指環 (SPEEDの曲)
「指環」（ゆびわ）は、日本の女性歌手グループ、SPEEDの18枚目のシングル。

## 解説
- 「ヒマワリ -Growing Sunflower-」以来約4か月振りのシングルである。
- SPEEDの2010年のライブツアー"SPEED LIVE 2010〜GLOWING SUNFLOWER〜"の7月10日、11日の大阪城ホール公演及びツアーファイナルとなる7月16日の日本武道館公演のアンコールにて、メンバーによるリリース告知の後、タイトル曲「指環」が初披露された。
- DVD付とCDのみの2形態で発売。
- タイトルが通常"指輪"と綴るところを"指環"としているのは、人と人との大きな環を表したかったからだと語っている。そのため、この曲の衣装にはそれぞれ"環"を意識したもの（今井は指環、上原は腕輪、新垣は髪型）が取り入れられている[1]。
- タイトル曲のプロデューサーはJINとnishi-ken。
- タイトル曲は日本テレビ系報道番組『TheサンデーNEXT』の2010年8-9月のエンディングテーマとなった。また、FM大阪の8月度パワープレイ"E-Tracks"、ニッポン放送の昼押し（8/30-9/5）、文化放送のプラスチューン（8/30-9/5）にもなった。

## 収録曲

### CD
1. 指環（5:14）
（作詞：島内大樹(OCTOPUS)/JIN　作曲：島内大樹 （OCTOPUS）　編曲：nishi-ken）
  - 日本テレビ系報道番組『TheサンデーNEXT』エンディングテーマ（2010年8-9月）。
  - SPEED初の全編日本語詞のシングル曲である。
  - 新曲制作依頼のオファーを受けたJINがSPEEDのライブを見た際に、かねてから親交のあるバンド・OCTOPUSのオリジナル楽曲「指環」を思い浮かべ、両者の話し合いを経て楽曲提供の形を取り、プロデューサーにnishi-kenを起用し詞曲ともに作り直したという経緯がある[2]。
2. Tracks（4:18）
（作詞･作曲･編曲：nishi-ken）
3. 指環（Instrumental）（5:14）
4. Tracks（Instrumental）（4:14）

### DVD
1. 指環（music clip）
2. SPEEDWAY SP -music clip offshot-
3. 実写版!楽屋だより

## 参加ミュージシャン
指環
- 大村真司：guitar

## 収録アルバム・DVD
指環
- GLOWING SUNFLOWER SPEED LIVE 2010@大阪城ホール

## プロモーション活動

### テレビ出演
- ミュージックフェア（2010年8月28日放送、フジテレビ）
- COUNT DOWN TV（2010年8月28日放送、TBS）
- ミュージックステーション（2010年9月3日放送、テレビ朝日）
- ハッピーMusic（2010年9月10日放送、日本テレビ）
- MUSIC JAPAN（2010年9月12日放送、NHK）

※音楽番組のみ

### ラジオ出演
- ディア・フレンズ（2010年8月26日放送、TOKYO FM）
- リッスン? 〜Live 4 Life〜（2010年8月30日放送、文化放送）
- E-ne!～good for you～（2010年8月31日放送、横浜エフエム放送）
- GROOVE LINE Z（2010年9月2日放送、J-WAVE）
- RADIO DRAGON（2010年9月2日放送、TOKYO FM）
- はんにゃのオールナイトニッポン（2010年9月7日放送、ニッポン放送）

## カタログ
- CD+DVD：AVCD-16213/B ￥1,800
- CDのみ：AVCD-16214 ￥1,050